# Basilio Nieto
Basilio Nieto Barranco (Valencia, España, 8 de agosto de 1916 - Arenys de Mar, Cataluña, España, 7 de noviembre de 2007) fue un futbolista español. Jugaba de delantero y su primer club fue el Valencia CF.

## Carrera
Comenzó su carrera en 1938 jugando para el Valencia CF. Jugó para el club hasta 1939. En ese año se fue al Olímpic de Xàtiva, en donde estuvo hasta 1940. En ese año se fue al CD Castellón, jugando para ese equipo hasta 1944. En ese año, Basilio se trasladó al FC Barcelona, en donde se mantuvo ligado hasta 1945. En ese año regresó al CD Castellón, en donde estuvo jugando hasta el año 1947. En ese año se confirmó su fichaje al RCD Espanyol, jugando en el club catalán hasta 1948. En ese año se fue al CE Sabadell, en donde jugó hasta 1949. En ese año se marchó a la Balompédica Linense, club en el cual se retiró en 1950.

## Selección nacional
Ha sido internacional con la Selección de fútbol de España en 1941 y con la Selección de fútbol de Cataluña en 1942.

## Fallecimiento
Falleció el 7 de noviembre de 2007 en su casa de Arenys de Mar a los 91 años de edad.

## Clubes
| Club                | País   | Año       |
| ------------------- | ------ | --------- |
| Valencia CF         | España | 1938-1939 |
| Olímpic de Xàtiva   | España | 1939-1940 |
| CD Castellón        | España | 1940-1944 |
| FC Barcelona        | España | 1944-1945 |
| CD Castellón        | España | 1945-1947 |
| RCD Espanyol        | España | 1947-1948 |
| CE Sabadell         | España | 1948-1949 |
| Balompédica Linense | España | 1949-1950 |